# Baby Face Nelson
Lester Joseph Gillis (Chicago, 6 de dezembro de 1908 – Wilmette, 27 de novembro de 1934), conhecido pelo pseudônimo de George Nelson, foi um ladrão de banco e assassino  na década de 1930. Gillis era mais conhecido como "Baby Face Nelson", um nome dado a ele devido a sua aparência jovem e pequena estatura. Usualmente chamado de "Jimmy" por seus parceiros criminais, Nelson foi cúmplice de John Dillinger, ajudando-o a escapar da prisão de Crown Point em Indiana, e mais tarde foi rotulado, juntamente com os restantes dos membros da gangue, como inimigo público número um.
Nelson foi responsável pelo assassinato de várias pessoas e tem a dúbia distinção de ter matado mais agentes do FBI na linha do dever, do que qualquer outra pessoa. Nelson morreu baleado muitas vezes por agentes do FBI durante um tiroteio, na Batalha de Barrington.

## Início da vida
Em 4 de julho de 1921, na idade de doze anos, Nelson foi preso após o disparar acidentalmente em outra criança ferindo-a na mandíbula, com uma pistola que tinha encontrado. Ele ficou mais de um ano no reformatório do estado. Preso novamente por furto e roubo de carro aos 13 anos, ele foi enviado para uma escola penal por mais 18 meses.
Em 1928, Nelson trabalhava em um posto de gasolina em sua vizinhança, que era a sede de uma  quadrilha de jovens ladrões de pneus, conhecida como os "strippers".
Depois de se juntar a eles, Nelson se familiarizou com muitos criminosos locais, incluindo aquele que deu-lhe um emprego de distribuição de bebidas alcoólicas em toda a periferia de Chicago. Foi através deste trabalho que Nelson associou-se com os membros da gangue de Roger Touhy (não ao do sindicato do crime de Chicago, como geralmente relatado). Durante dois anos, Nelson e sua turma treinaram para roubo a mão armada. Em 6 de janeiro de 1930, eles invadiram a casa do executivo Charles M. Richter. Depois de amarrá-lo com fita adesiva e cortar as linhas de telefone, eles saquearam a casa e fugiram com 25.000 dólares em jóias. Dois meses mais tarde, realizaram um roubo semelhante no bangalô de “Lottie Brenner Von Buelow “. Este trabalho rendeu 50.000 dólares em jóias, inclusive o anel de casamento do banqueiro. Os jornais de Chicago os apelidou de "os bandidos da fita adesiva."
Em 21 de abril de 1930, Nelson roubou seu primeiro banco, fugindo com 4.000 dólares. Um mês depois, Nelson e sua turma retornaram ao esquema de invasão de casas conseguindo 25.000 dólares em jóias. Em 3 de outubro do mesmo ano, Nelson atacou o banco estadual de Itasca conseguindo 4.600 dólares. Um contador mais tarde identificou Nelson como um dos assaltantes. Três noites depois, Nelson roubou as jóias da esposa do prefeito de Chicago William Hale Thompson, avaliadas em 18,000 dólares. Ela mais tarde descreveu o seu agressor, desta forma: "ele tinha um rosto de bebê. Ele era bem parecido com um menino, tinha o cabelo escuro e estava vestindo um sobretudo cinzento e um chapéu de feltro marrom, com a aba virada para baixo baixo". Anos mais tarde, Nelson e seu bando foram ligados ao assalto a um hotel de beira de estrada mal sucedido em Summit, em 23 de novembro de 1930, que resultou em um tiroteio que deixou três mortos e outros três feridos. Três noites depois, os bandidos da fita assaltaram uma taberna de Waukegan, e Nelson acabou por cometer seu primeiro assassinato, quando matou o corretor Edwin R. Thompson.

## Indo para o oeste
Durante o inverno de 1931, a maioria dos bandidos da fita foram presos, incluindo Nelson. O jornal Chicago Tribune se refere ao líder do bando como "George Baby Face Nelson" que recebeu uma sentença de um ano de prisão na penitenciária estadual em Joliet. Em fevereiro de 1932, Nelson escapou durante uma transferência de prisão. Através de seus contatos na gangue Touhy, Nelson fugiu para oeste e pediu abrigo ao chefe do crime de Reno, William Graham. Usando o pseudônimo de "Jimmy Johnson", Nelson acabou em Sausalito, trabalhando para o contrabandista Joe Parente. Durante estas aventuras criminais na área de São Francisco, Nelson provavelmente conheceu John Paul Chase e Fatso Negri, dois homens que ficaram ao seu lado durante a última metade de sua carreira. No inverno seguinte, ainda em Reno, Nelson conheceu Alvin Karpis, que o apresentou ao ladrão de bancos Eddie Bentz. Juntando-se a Bentz, Nelson retornou ao centro-oeste, no verão e cometeu seu maior assalto a banco, em Grand Haven, em 18 de agosto de 1933. O roubo foi um desastre, mesmo tendo a maioria dos bandidos conseguido fugir.

## Líder de gangue
O trabalho no banco de Grand Haven aparentemente convenceu Nelson de que ele estava pronto para conduzir sua própria gangue. Através de conexões na taverna Green Lantern em St. Paul, Nelson recrutou Homer Van Meter, Tommy Carroll e Eddie Green. Com estes homens (e dois outros ladrões locais), Nelson roubou o First National Bank de Brainerd, conseguindo 32,000 dólares em 23 de outubro de 1933. Testemunhas relataram que Nelson atirou descontroladamente com sua submetralhadora em transeuntes quando estava fugindo. Após pegar sua esposa Helen e seu filho de quatro anos, Ronald, Nelson fugiu com sua gangue para San Antonio, no Texas. Enquanto ficou lá, Nelson e sua turma compraram várias armas do armeiro do submundo Hyman Lebman. Dentre essas armas estava uma pistola automática Colt calibre 38 que tinha sido modificada para fogo totalmente automático. Nelson usou esta mesma arma para assassinar o agente especial W. Baum Carter na pousada Little Bohemia alguns meses mais tarde.
Em 9 de dezembro uma moradora local relatou à  Polícia de San Antonio a presença nas proximidades de "gangsters fortemente armados, vindo do norte". Dois dias depois, Tommy Carroll foi encurralado por dois detetives e abriu fogo, matando o detetive H.C. Perrin e ferindo o detetive Al Hartman. Todos da gangue de Nelson, com exceção do mesmo, fugiram de San Antonio. Nelson e sua esposa viajaram para o oeste, para a area de San Francisco, onde ele recrutou John Paul Chase e Fatso Negri para uma nova onda de assaltos na primavera seguinte.

### Parceria com John Dillinger
Em 3 de março de 1934, John Dillinger fez a sua famosa "pistola de madeira" e escapou da prisão em Crown Point, Indiana. Embora os detalhes permaneçam incertos, suspeita-se que a fuga pode ter sido organizada e financiada pelos membros da recém-formada gangue de Nelson, incluindo Homer Van Meter, Tommy Carroll, Eddie Green, e John "Red" Hamilton, com o acordo de que Dillinger iria reembolsar parte do dinheiro usado no suborno em seu próximo roubo. Na noite em que Dillinger chegou a Twin Cities, Nelson e seu amigo John Paul Chase estavam dirigindo quando eles foram fechados por um carro dirigido por um vendedor de tintas local, chamado Theodore Kidder. Nelson perdeu a paciência e perseguiu o carro, obrigando Kidder  a freiar. Quando o vendedor saiu do carro para reclamar, Nelson atirou nele, fatalmente.
Dois dias depois, a novo bando (a participação de Hamilton como o sexto homem é incerta) assaltou o Security National Bank em Sioux Falls. No roubo, que rendeu ao redor de 49,000 dólares (há diferentes versões), Nelson feriu gravemente o policial motociclista Hale Keith, com uma rajada de submetralhadora quando oficial estava chegando na cena do crime.
Os seis homens logo seriam identificados como "a segunda quadrilha de Dillinger ", devido a fama de Dillinger, mas a quadrilha não tinha nenhum líder. Em 13 de março, a quadrilha atacou novamente, no First National Bank, em Mason City. Dillinger e Hamilton foram feridos no roubo, onde conseguiram 52.000 dólares. Em 3 de abril, agentes federais emboscaram e mataram Eddie Green, embora ele estivesse desarmado e sem  identificação. Após o roubo de Mason City, Nelson e John Paul Chase fugiram para oeste, em Reno, onde seus velhos patrões, Bill Graham e Jim McKay eram acusados de fraude no correio federal. Anos mais tarde, o FBI descobriu que, em 22 de março de 1934, Nelson e Chase raptaram a principal testemunha contra os dois, Roy Fritsch e o mataram. O corpo esquartejado de Fritsch, embora nunca encontrado, dizia-se ter sido enterrado em uma mina abandonada.

## Pousada Little Bohemia
Na tarde do dia 20 de abril, Nelson, Dillinger, Van Meter, Carroll, Hamilton, e Pat Reilly, acompanhados pela esposa de Nelson, Helen, e três namoradas dos outros homens, chegaram a isolada pousada de Little Bohemia em Manitowish Waters, Wisconsin, para um fim de semana de descanso. A ligação da gangue com a pousada aparentemente veio dos últimos negócios entre o advogado de Dillinger, Louis Piquett e proprietário Emil Wanatka. Embora os membros da gangue terem o cumprimentado pelo nome, Wanatka declarou que ele só teve conhecimento de suas identidades na noite de sexta-feira. De acordo com o livro de Bryan Burrough Public Enemies: America's Greatest Crime Wave and the Birth of the FBI, 1933–34, isso provavelmente aconteceu quando Wanatka estava jogando cartas com Dillinger, Nelson e Hamilton. Quando Dillinger ganhou uma rodada e juntou o dinheiro, Wanatka viu a pistola de Dillinger escondida em seu casaco e notou que Nelson e os outros também tinham coldres de ombro.
No dia seguinte, quando a esposa de Wanatka saiu da pousada com seu filho para ir a uma festa de aniversário infantil, ela disse a um amigo, Henry Voss, que a gangue de Dillinger estava na pousada, e o FBI foi avisado no dia 22 de abril. Melvin Purvis e um grande número de agentes chegaram de avião de Chicago e, como a partida da gangue era iminente, atacaram a pousada rapidamente, com pouca preparação e sem notificação ou obtenção de ajuda das autoridades locais.
Wanatka oferecia um jantar especial a um dólar nas noites de domingo, e uma multidão de 75 pessoas estava saindo quando os agentes chegaram na frente do estacionamento. Um Chevrolet coupé de 1933 estava saindo naquele momento com três clientes da pousada, John Hoffman, Eugene Boisneau e John Morris, que aparentemente não ouviram uma ordem para parar porque o rádio do carro encobriu as ordens dos agentes. Os agentes rapidamente abriram fogo sobre eles, matando Boisneau instantaneamente e ferindo os outros e alertando os membros da gangue dentro da pousada.
Para aumentar o caos, neste momento, Pat Reilly voltou à pousada acompanhado por uma das amigas da gangue, Pat Cherrington. Abordado pelos agentes, Reilly e Cherrington recuaram e fugiram sob o fogo, após uma série de infortúnios.
Dillinger, Van Meter, Hamilton e Carroll imediatamente escaparam através da parte traseira da pousada, que era subterrânea e fugiram para o norte a pé através dos bosques e um lago e tomaram a força um carro e um motorista em um hotel a uma milha de distância. Carroll não estava distante deles. Ele chegou a Manitowish e roubou um carro, indo para St. Paul.
Nelson, que tinha se hospedado fora da pousada, em um anexo (ele estava irritado porque Dillinger tinha um quarto melhor), atacou o chefe dos agentes, trocando tiros com Purvis, antes de se retirar para a pousada sob uma saraivada de tiros de outros agentes. De lá, ele saiu pelos fundos e fugiu na direção oposta. Emergindo da floresta noventa minutos mais tarde, a uma milha de Little Bohemia, Nelson sequestrou o casal Lange em sua casa e ordenou-lhes que o levasse para longe dali. Aparentemente insatisfeito com a velocidade do carro, ele ordenou que rapidamente parassem em uma casa iluminada onde Alvin Koerner, ciente dos acontecimentos em curso, rapidamente telefonou para as autoridades em uma das pousadas envolvidas e relatou um veículo suspeito na frente de sua casa. Logo depois que Nelson tinha entrado na casa, tendo como refém Koerner, Emil Wanatka chegou com seu cunhado George LaPorte e um funcionário da pousada (enquanto um quarto homem permaneceu no carro) e também foram feitos prisioneiros. Nelson ordenou a Koerner e Wanatka que voltassem a seu veículo, onde o quarto homem permaneceu despercebido no banco de trás.
Quando eles estavam se preparando para sair, com Wanatka dirigindo sob a mira de uma arma, outro carro chegou com dois agentes federais – W. Carter Baum e Jay Newman, e um policial local, Carl Christensen. Nelson rapidamente rendeu-os com uma arma e ordenou-lhes a saírem do  carro. Quando Newman, o motorista, foi sair, Nelson aparentemente detectou um movimento suspeito, abriu fogo com uma pistola metralhadora modificada, ferindo gravemente Christensen e Newman e matando Baum, com três tiros no pescoço. Nelson mencionou, mais tarde que Baum tinha sido lento e não conseguia entender por que ele não tinha atirado. Verificou-se que o dispositivo de segurança da arma de Baum estava acionado.
Nelson em seguida roubou o carro do FBI. A menos de 15 milhas de distância, o carro teve um pneu furado e atolou na lama com Nelson tentando, sem sucesso, desatolá-lo. Voltando a pé, ele foi até a floresta e fixou residência em uma cabana isolada com uma família de Chippewa por vários dias antes de fazer sua última fuga em outro veículo.
Três das mulheres que tinham acompanhado a gangue, incluindo a esposa de Nelson Helen Gillis, foram capturadas no interior da pousada. Após interrogatório extenuante pelo FBI, as três foram, finalmente, acusadas de abrigar criminosos e postas em liberdade condicional.
Com um agente e um inocente morto, e quatro gravemente feridos, incluindo dois inocentes, e a fuga de todos os membros da gangue de Dillinger, o FBI ficou sob severas críticas, com pedidos para demissão de J. Edgar Hoover, diretor do FBI e uma petição extensamente circulada, exigindo a suspensão de Purvis.

## Nelson como inimigo público N°1
No momento do tiroteio de Little Bohemia, o conhecimento de Nelson como membro da gangue de Dillinger pelo FBI só tinha duas semanas. Após o assassinato de Baum, Nelson ficou nacionalmente conhecido e tornou-se um alvo de alta prioridade. O foco sobre ele e o agente assassinado também serviu para desviar algumas das intensas críticas dirigidas a Hoover e Purvis após o desastre de Little Bohemia.
Um dia após o tiroteio, Dillinger, Hamilton, e Van Meter romperam um bloqueio policial perto de Hastings, Minnesota, atirando sobre os policiais. Uma bala, ricocheteando, atingiu Hamilton, ferindo-o fatalmente. Hamilton supostamente morreu na clandestinidade em 30 de abril ou 1 de maio de 1934 e foi enterrado secretamente, por Dillinger e outros, incluindo Nelson, que tinha voltado à gangue em Aurora, Illinois.
Em 7 de junho, Tommy Carroll foi morto ao tentar escapar de ser preso em Waterloo, Iowa. Carroll e sua namorada Jean Crompton (que foi capturada e julgada com Helen Gillis depois de Little Bohemia) tinham crescido perto do casal Nelson, e sua morte foi um golpe pessoal para eles. O casal passou a se esconder durante as semanas que se seguiram, e apesar de estarem na área de Chicago, seus movimentos precisos neste período permanecem obscuros. Eles supostamente viveram em vários acampamentos turísticos, enquanto continuaram a encontrar-se secretamente com membros da família sempre que possível.
Em 27 de junho, Pat Reilly foi cercado enquanto dormia e foi capturado vivo em St. Paul.
Na manhã do dia 30 de junho, Nelson, Dillinger, Van Meter e um ou mais cúmplices adicionais roubaram a Merchants National Bank em South Bend, Indiana. Um dos homens envolvidos no roubo pode ter sido possivelmente Pretty Boy Floyd, com base em várias testemunhas oculares, bem como o relato posterior de Joseph "Fatso" Negri, um antigo parceiro de Nelson da Califórnia, que estava servindo como ajudande da gangue neste momento. Outra suspeita é a participação de um amigo de infância de Nelson, Jack Perkins, também um associado da quadrilha naquela época. Perkins mais tarde iria ser julgado pelo roubo e foi absolvido.
Quando começou o assalto um policial chamado Howard Wagner estava cuidando do trânsito na frente do banco. Ao perceber o assalto rapidamente sacou sua arma. Ele foi assassinado por Van Meter, que estava estacionado fora do banco. Também fora do banco, Nelson trocou tiros com um joalheiro local, Harry Berg, que atingiu-lhe no peito, o que foi ineficaz, por causa do colete à prova de balas de Nelson. Berg retirou-se para sua loja sob uma saraivada de balas de Nelson, e um homem em um carro estacionado foi ferido. Nelson também lutou brevemente com um adolescente, Joseph Pawlowski, que ele abordou até Nelson (ou Van Meter) golpear Powlowski com sua arma. Quando Dillinger e o homem identificado como Floyd (não confirmado) saíram do banco com sacos contendo 28,000 dólares, trouxeram três reféns com eles (incluindo o presidente do banco) para deter os tiros de três policiais. Os policiais, no entanto, continuaram disparando, ferindo dois dos reféns antes de atingir Van Meter na cabeça. A quadrilha fugiu, e Van Meter foi capturado. Na caótica e constante troca de tiros, vários outros transeuntes foram feridos por tiros, ricochetes ou cacos de vidro. Este foi o último roubo que fizeram juntos, incluindo Floyd.
Durante o mês de julho, como a perseguição do FBI continuou, Nelson e sua esposa fugiram para a Califórnia se associando com John Paul Chase, que permaneceria com Nelson pelo resto de sua vida. Após o seu regresso para Chicago no dia 15 de julho, a gangue realizou uma reunião em seu local de encontro favorito. Quando a reunião foi interrompida por dois guardas, Fred McAllister e Gilbert Cross, Nelson disparou de seu veículo com sua " pistola metralhadora", ferindo ambos os homens enquanto os bandidos fugiam. Cross foi gravemente ferido, mas os dois sobreviveram. A responsabilidade de Nelson ficou incerta até que a certeza veio mais tarde com a confissão de Chase.
Em 22 de julho de 1934, Dillinger foi emboscado e morto por agentes do FBI na frente do Biograph Theater em Lincoln Park, Chicago. No dia seguinte o FBI anunciou que "Pretty Boy" Floyd era agora o inimigo público nº 1. Em 22 de outubro de 1934, Floyd foi morto em um tiroteio com agentes incluindo Melvin Purvis. Posteriormente, J. Edgar Hoover anunciou que "Baby Face" Nelson agora era o Inimigo público nº 1.
Em 23 de agosto, Van Meter foi emboscado e morto pela polícia em St. Paul, deixando Nelson como o único sobrevivente da chamada "segunda gangue de Dillinger".
Nos meses que se seguiram, Nelson e sua esposa, geralmente acompanhados de Chase, fugiram para outras cidades, incluindo Sacramento, San Francisco, Reno e Las Vegas, Nevada, muitas vezes vivendo em campos de trailers antes de voltar para Chicago, por volta de 1 de novembro. Os movimentos de Nelson durante o último mês de sua vida são em grande parte desconhecidos.
No final do mês, agentes do FBI tinham se estabelecido em um antigo esconderijo de Nelson, a pousada "Lake Como Inn" em Lake Geneva, Wisconsin, onde acreditava-se que Nelson poderia retornar para o inverno. Quando os Nelsons e Chase retornaram à pousada no dia 27 de novembro, eles ficaram cara a cara com os surpresos e despreparados agentes do FBI que estavam esperando por eles. Os três fugiram antes que pudessem reagir.

## Morte

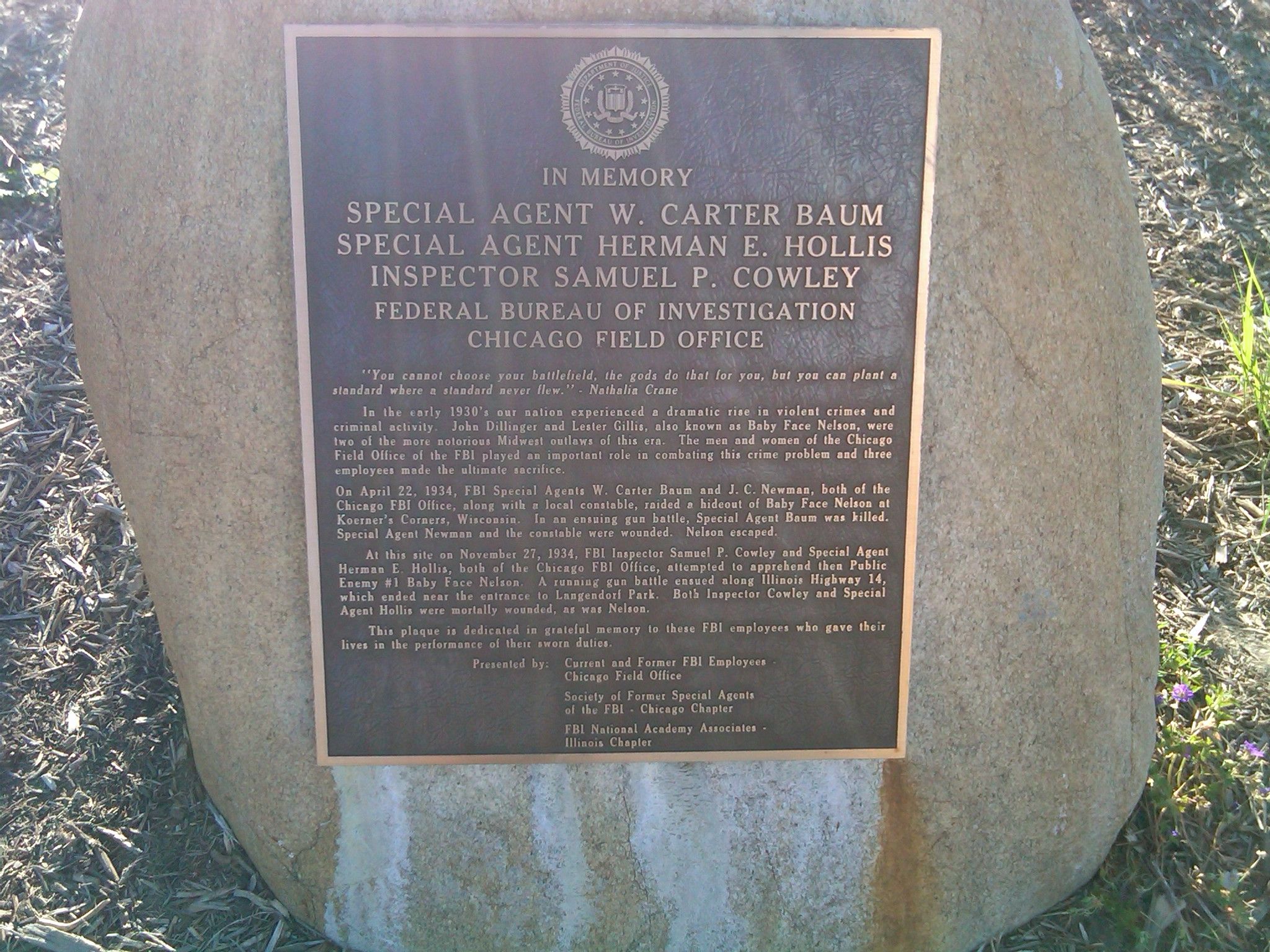
Uma placa no distrito de Park Barrington em Barrington comemora o local da batalha de Barrington, tiroteio em 1934 que custou a vida de dois Agentes do FBI e resultou na morte do notório gângster de Chicago Baby Face Nelson. Aa luta entre os agentes e Nelson ocorreu em 27 de novembro, 1934 fora de Chicago, na cidade de Barrington, resultando na morte de Nelson e os agentes especiais do FBI Herman "Ed" Hollis e Samuel P. Cowley.

O tiroteio de Barrington começou com Nelson, com Helen Gillis e John Paul Chase como passageiros, dirigindo rumo ao sul pela rodovia estadual 14 em um Ford V8 roubado em Chicago. Nelson, sempre atento, avistou um sedan vindo na direção oposta, com os agentes do FBI Thomas McDade e William Ryan. Nelson odiava a polícia e agentes federais e possuía  uma lista de placas que ele havia compilado para caçá-los em todas as oportunidades. Os agentes e o bandido simultaneamente se reconheceram e após várias manobras por ambos os veículos, Nelson acabou perseguindo o carro dos agentes. Nelson e Chase dispararam contra os agentes e quebraram o pára-brisa de seu carro. Depois de desviar de um caminhão de leite que se aproximava, Ryan e McDade pararam em um campo e ansiosamente aguardaram Nelson e Chase que haviam parado de os perseguir. Os agentes não sabiam que um tiro disparado por Ryan tinha perfurado o radiador do Ford de Nelson e que agora estavam sendo perseguidos por um outro automóvel, conduzido por dois agentes: Herman Hollis (a quem foi atribuído o tiro fatal em Pretty Boy Floyd um mês antes ) e Cowley. Como resultado, Ryan e McDade estavam alheios aos acontecimentos que vieram em seguida.
Com seu veículo perdendo potência e seus perseguidores se aproximando, Nelson desviou para a entrada norte de Park Barrington e parou em frente a três bombas de gasolina. Hollis e Cowley a uma distancia de 30 metros, pararam, saíram pela porta do passageiro do veículo, sob fogo pesado de Nelson e Chase e e se esconderam atrás do carro. O tiroteio que se seguiu foi testemunhado por mais de 30 pessoas.
A esposa de Nelson, fugindo em um campo aberto sob instruções de Nelson, virou-se rapidamente para ver Nelson ser mortalmente ferido. Ele colocou a mão do lado e sentou-se sobre os estribos do carro, como Chase continuando a atirar. Nelson, avançando sobre os agentes, disparando rapidamente um rifle Winchester.351. Seis balas da pistola-metralhadora de Cowley atingiram Nelson no peito e no estômago antes de Nelson atingir mortalmente Cowley com balas também no peito e estômago, enquanto pelotas da espingarda de Hollis atingiram Nelson nas pernas e derrubaram-no. Como Nelson conseguiu ficar de pé, Hollis, possivelmente já ferido, mudou-se para melhor cobertura atrás de um poste enquanto puxava sua pistola, mas foi morto por uma bala na cabeça antes que pudesse voltar a atirar. Nelson ficou ao longo do corpo do Hollis por um momento e, em seguida, andou mancando em direção do carro dos agentes. Nelson estava muito ferido para dirigir, então Chase foi para atrás do volante e os dois homens e esposa de Nelson fugiram. Nelson tinha sido baleado dezessete vezes; sete das balas de Cowley tinham atingido seu tronco e dez de pelotas da espingarda de Hollis tinham atingido as pernas. Após ter dito a sua esposa "Eu estou morto", Nelson deu orientações a Chase para leva-los a uma casa segura em Walnut Street em Wilmette. Nelson morreu na cama com sua esposa ao seu lado, às 19:35.
Hollis foi gravemente ferido na cabeça e declarado morto logo depois de chegar no hospital. Em um hospital diferente, Cowley viveu por tempo suficiente para se reunir com Melvin Purvis e fazer uma cirurgia, antes de sucumbir a um ferida no estômago semelhante a Nelson. Seguindo um telefonema anônimo, o corpo de Nelson foi descoberto envolto em um cobertor, na frente do St. Peter Catholic Cemetery, em Skokie, que ainda existe. Helen Gillis declarou mais tarde que ela tinha colocado o cobertor em torno do corpo de Nelson, pois, " Sempre odiou o frio..."
Os jornais então relataram, baseados em informações questionáveis sobre uma ordem de J. Edgar Hoover, ("...encontrem a mulher e não tenham misericórdia"), que o FBI tinha emitido uma ordem de"morte" para a viúva de Nelson, que vagava pelas ruas de Chicago como uma fugitiva a vários dias, descrita na imprensa como primeira mulher "inimiga pública" na América. Depois de entregar-se em Thanksgiving Day, Helen Gillis, que estava sob condicional após a captura em Little Bohemia, cumpriu um ano de prisão por abrigar seu marido. Chase foi detido mais tarde e cumpriu pena em Alcatraz.

## Enterro
Gillis e Nelson estão enterrados no Cemitério Saint Joseph's em River Grove, Illinois.

## Personalidade
Nelson foi a antítese do popular, Robin Hood, Como os gangsters da Grande Depressão, que incluía Dillinger. Um homem temperamental, Nelson não hesitou em matar homens e transeuntes inocentes. Por exemplo, em 6 de março de 1934 no roubo do Security National Bank & Trust Company em Sioux Falls, Nelson ficou enfurecido pelo som do alarme, exigindo saber quem o havia acionado, diferente de Dillinger e Van Meter, que continuaram trabalhando para silenciá-lo. Ao ver um policial de motocicleta, Hale Keith, se aproximar, Nelson saltou sobre uma grade e atirou através de uma janela, atingindo Keith quatro vezes e ferindo-o gravemente. Ele teria gritado "Eu peguei um!" após atingir Keith.
Dentre os bandidos de alta periculosidade da época, Nelson e Clyde Barrow foram acusados de juntos matar mais de 50 policiais. Paradoxalmente, Nelson foi também um devotado pai de família, que muitas vezes tinha sua esposa e filhos com ele durante a infração da lei.

## Na cultura popular
Nelson foi retratado em vários filmes. Estes incluem:
- Baby Face Nelson,um filme de 1957 estrelado por Mickey Rooney
- The FBI Story, um filme de 1959 estrelado James Stewart
- Dillinger, um filme de 1973 tendo Richard Dreyfuss como Nelson
- Baby Face Nelson, um filme de 1995  estrelado por C. Thomas Howell
- O Brother, Where Art Thou?, um filme de 2000 tendo Michael Badalucco como Nelson. Neste filme, Nelson é descrito como sendo bipolar. Neste filme ele aparece sendo levado por uma multidão enfurecida para a sua morte na cadeira elétrica.
- Inimigos Públicos, um filme de 2009 estrelado pelo ator Johnny Depp, com Stephen Graham como Nelson. Neste filme, Nelson é retratado como sendo morto por Melvin Purvis no tiroteio do Little Bohemia e, portanto, não se torna inimigo público número um após a morte de Dillinger. No filme, Nelson se levanta e continua a disparar imediatamente após ser baleado várias vezes.